# 予
【予】 — китайський ієрогліф. Один з 996 ієрогліфів, обов'язкових для вивчення в японській початковій школі.Дуже часто використовується на письмі в японській мові.

## Значення
1. завчасно, наперед.
2. готуватися наперед.
3. веселитися.
4. радіти, славити.
5. радість, весілля.
6. лінуватися.
7. возитися; не наважуватися.
8. завищувати ціну (перед продажем).
9. уникати.
10. стосуватися.
11. юй (один з шестдесяти чотирьох знаків у китайському ворожінні).
12. Юй (провінція стародавнього Китаю).
13. Інша назва провінції Хенань.
14. давати, дарувати.
15. я.

Ключ: 6 (亅 + 3);  Кількість рисок: 4.
Введення ієрогліфа методом цанзє: 弓戈弓弓 (NINN); Введення ієрогліфа чотирикутним методом: 17202. .

## Прочитання
| Китайська         |                   |                   |                   |                 |                 |
| Мандаринська мова | Мандаринська мова | Мандаринська мова | Мандаринська мова | Кантонська мова | Кантонська мова |
| чжуїнь            | піньїнь           | Вейд-Джайлз       | кирилиця          | ютпхін          | Єль             |
| ㄩˊ ㄩˇ           | yú (yu2) yǔ (yu3) | yü2 yü3           | юй                | jyu5 jyu4       | yu4 yu5         |

| Корейська |         |               |              |         |          |
|           | хангиль | стара латинка | нова латинка | Єль     | кирилиця |
| Звук:     | 여      | yô            | yeo          | ye      | йо       |
| Назва:    | 나 줄   | na chul       | na jul       | na cwul | на чуль  |

| Японська |                                   |                                   |                                   |
|          | кана                              | латинка                           | кирилиця                          |
| Он:      | よ                                | yo                                | йо                                |
| Кун:     | あらかじめ たのしむ よろこぶ われ | arakajime tanoshimu yorokobu ware | аракадзіме таносіму йорокобу варе |
| Ім'я:    | ます やす やすし                  | masu yasu yasushi                 | масу ясу ясусі                    |